# Survivor Series (1989)
Survivor Series 1989 fue la tercera edición anual de Survivor Series, un evento pago por visión de lucha libre profesional producido por la World Wrestling Federation (WWF). Tuvo lugar el 23 de noviembre de 1989 desde el Rosemont Horizon en Rosemont, Illinois.
Este fue el primer Survivor Series en el que cada equipo tenía un nombre propio. Fue, además, la primera edición de Survivor Series que se caracterizó por incluir combates de 4 contra 4 en lugar de 5 contra 5.

## Resultados
- Dark match: Boris Zhukov derrotó a Paul Roma.

Este es el primer combate no televisado del evento.
- (4 on 4) Survivor Series Elimination Match: The Dream Team (Tito Santana, Brutus Beefcake, The Red Rooster  & Dusty Rhodes) derrotaron a The Enforcers (The Big Boss Man, Rick Martel, The Honky Tonk Man & Bad News Brown). (22:02)

| N.º de Eliminación | Luchador                                        | Equipo                                          | Eliminado por                                   | Técnica de Eliminación                                          | Tiempo                                          |
| ------------------ | ----------------------------------------------- | ----------------------------------------------- | ----------------------------------------------- | --------------------------------------------------------------- | ----------------------------------------------- |
| 1                  | Tito Santana                                    | The Dream Team                                  | Rick Martel                                     | Roll-up                                                         | 9:15                                            |
| 2                  | Bad News Brown                                  | The Enforcers                                   | Nadie                                           | Cuenta Fuera tras discutir con Boss Man y abandonar a su equipo | 15:26                                           |
| 3                  | The Honky Tonk Man                              | The Enforcers                                   | Brutus Beefcake                                 | High knee                                                       | 17:24                                           |
| 4                  | Rick Martel                                     | The Enforcers                                   | Brutus Beefcake                                 | Roll-up                                                         | 20:13                                           |
| 5                  | The Red Rooster                                 | The Dream Team                                  | Big Boss Man                                    | Boss Man Slam                                                   | 21:00                                           |
| 6                  | The Big Bossman                                 | The Enforcers                                   | Dusty Rhodes                                    | Flying Crossbody                                                | 22:02                                           |
| Supervivientes:    | Dusty Rhodes & Brutus Beefcake (The Dream Team) | Dusty Rhodes & Brutus Beefcake (The Dream Team) | Dusty Rhodes & Brutus Beefcake (The Dream Team) | Dusty Rhodes & Brutus Beefcake (The Dream Team)                 | Dusty Rhodes & Brutus Beefcake (The Dream Team) |
- (4 on 4) Survivor Series Elimination Match: The King's Court (Randy Savage, Canadian Earthquake, Dino Bravo & Greg Valentine) (c/Jimmy Hart y Sensational Queen Sherri) derrotaron a The 4x4's (Jim Duggan, Bret Hart, Ronnie Garvin & Hercules). (23:25)

| N.º de Eliminación | Luchador                                                          | Equipo                                                            | Eliminado por                                                     | Técnica de Eliminación                                            | Tiempo                                                            |
| ------------------ | ----------------------------------------------------------------- | ----------------------------------------------------------------- | ----------------------------------------------------------------- | ----------------------------------------------------------------- | ----------------------------------------------------------------- |
| 1                  | Hercules                                                          | The 4x4's                                                         | Earthquake                                                        | Earthquake Splash                                                 | 3:57                                                              |
| 2                  | Greg Valentine                                                    | The King's Court                                                  | Jim Duggan                                                        | Charging Clothesline                                              | 7:32                                                              |
| 3                  | Ronnie Garvin                                                     | The 4x4's                                                         | Dino Bravo                                                        | Side slam                                                         | 11:17                                                             |
| 4                  | Bret Hart                                                         | The 4x4's                                                         | Randy Savage                                                      | Flying elbow drop                                                 | 19:06                                                             |
| 5                  | Jim Duggan                                                        | The 4x4's                                                         | Nadie                                                             | Cuenta Fuera tras una interferencia de Queen Sherri               | 23:25                                                             |
| Supervivientes:    | Randy Savage, Canadian Earthquake & Dino Bravo (The King's Court) | Randy Savage, Canadian Earthquake & Dino Bravo (The King's Court) | Randy Savage, Canadian Earthquake & Dino Bravo (The King's Court) | Randy Savage, Canadian Earthquake & Dino Bravo (The King's Court) | Randy Savage, Canadian Earthquake & Dino Bravo (The King's Court) |
- (4 on 4) Survivor Series Elimination Match: The Hulkamaniacs (Hulk Hogan, Demolition (Ax & Smash) & Jake Roberts) derrotaron a The Million $ Team (Ted DiBiase, The Powers of Pain (The Warlord & The Barbarian) & Zeus) (c/Virgil y Mr. Fuji). (27:32)

| N.º de Eliminación | Luchador                             | Equipo                        | Eliminado por                 | Técnica de Eliminación                   | Tiempo                        |
| ------------------ | ------------------------------------ | ----------------------------- | ----------------------------- | ---------------------------------------- | ----------------------------- |
| 1                  | Zeus                                 | The Million $ Team            | Nadie                         | DQ por empujar al árbitro                | 3:21                          |
| 2                  | Ax                                   | The Hulkamaniacs              | The Warlord                   | Tras una interferencia de Mr. Fuji       | 9:50                          |
| 3                  | Smash                                | The Hulkamaniacs              | The Barbarian                 | Flying Clothesline                       | 13:42                         |
| 4                  | Powers of Pain (Warlord & Barbarian) | The Million $ Team            | Nadie                         | DQ después de que ambos atacaran a Hogan | 19:51                         |
| 5                  | Jake Roberts                         | The Hulkamaniacs              | Ted DiBiase                   | Tras una interferencia de Virgil         | 23:51                         |
| 6                  | Ted DiBiase                          | The Million $ Team            | Hulk Hogan                    | Legdrop                                  | 27:32                         |
| Supervivientes:    | Hulk Hogan (The Hulkamaniacs)        | Hulk Hogan (The Hulkamaniacs) | Hulk Hogan (The Hulkamaniacs) | Hulk Hogan (The Hulkamaniacs)            | Hulk Hogan (The Hulkamaniacs) |
- (4 on 4) Survivor Series Elimination Match: The Rude Brood (Rick Rude, Mr. Perfect & The Fabulous Rougeaus (Jacques & Raymond)) (c/The Genius y Jimmy Hart) derrotaron a Roddy's Rowdies (Roddy Piper, Jimmy Snuka & The Bushwhackers (Butch & Luke)). (21:27)

| N.º de Eliminación | Luchador                     | Equipo                       | Eliminado por                | Técnica de Eliminación       | Tiempo                       |
| ------------------ | ---------------------------- | ---------------------------- | ---------------------------- | ---------------------------- | ---------------------------- |
| 1                  | Jacques Rougeau              | The Rude Brood               | Jimmy Snuka                  | Superfly Splash              | 4:01                         |
| 2                  | Raymond Rougeau              | The Rude Brood               | Roddy Piper                  | Piledriver                   | 7:30                         |
| 3                  | Butch                        | Roddy's Rowdies              | Mr. Perfect                  | Roll-up                      | 10:46                        |
| 4                  | Luke                         | Roddy's Rowdies              | Rick Rude                    | Rude Awakening               | 12:14                        |
| 5                  | Rick Rude & Roddy Piper      | Rude Brood & Roddy's Rowdies | Nadie                        | Doble Cuenta Fuera           | 18:35                        |
| 6                  | Jimmy Snuka                  | Roddy's Rowdies              | Mr. Perfect                  | Perfect Plex                 | 21:27                        |
| Supervivientes:    | Mr. Perfect (The Rude Brood) | Mr. Perfect (The Rude Brood) | Mr. Perfect (The Rude Brood) | Mr. Perfect (The Rude Brood) | Mr. Perfect (The Rude Brood) |
- (4 on 4) Survivor Series Elimination Match: The Ultimate Warriors (The Ultimate Warrior, The Rockers (Shawn Michaels & Marty Jannetty) & Jim Neidhart) derrotaron a The Heenan Family (Bobby Heenan, André the Giant, Haku & Arn Anderson). (20:28)

| N.º de Eliminación | Luchador                                     | Equipo                                       | Eliminado por                                | Técnica de Eliminación                                    | Tiempo                                       |
| ------------------ | -------------------------------------------- | -------------------------------------------- | -------------------------------------------- | --------------------------------------------------------- | -------------------------------------------- |
| 1                  | André the Giant                              | The Heenan Family                            | Nadie                                        | Cuenta Fuera tras ser noqueado fuera del ring por Warrior | 0:27                                         |
| 2                  | Jim Neidhart                                 | The Ultimate Warriors                        | Haku                                         | Thrust kick                                               | 3:32                                         |
| 3                  | Marty Jannetty                               | The Ultimate Warriors                        | Bobby Heenan                                 | Knee drop                                                 | 8:53                                         |
| 4                  | Haku                                         | The Heenan Family                            | Shawn Michaels                               | Flying crossbody                                          | 12:54                                        |
| 5                  | Shawn Michaels                               | The Ultimate Warriors                        | Arn Anderson                                 | Anderson drop                                             | 15:47                                        |
| 6                  | Arn Anderson                                 | The Heenan Family                            | The Ultimate Warrior                         | Gorilla Press Slam / Splash                               | 18:19                                        |
| 7                  | Bobby Heenan                                 | The Heenan Family                            | The Ultimate Warrior                         | Gorilla Press Slam                                        | 20:28                                        |
| Supervivientes:    | The Ultimate Warrior (The Ultimate Warriors) | The Ultimate Warrior (The Ultimate Warriors) | The Ultimate Warrior (The Ultimate Warriors) | The Ultimate Warrior (The Ultimate Warriors)              | The Ultimate Warrior (The Ultimate Warriors) |

## Otros roles
| Comentaristas - Gorilla Monsoon - Jesse Ventura Entrevistadores - Sean Mooney - Gene Okerlund Anunciador en el ring - Howard Finkel | Referees - Earl Hebner - Tom White - Joey Marella - Mike Chioda - John Binella - Rene Goulet |